# Patrick de Gayardon
Patrick de Gayardon de Fenoyl (Oullins, 23 gennaio 1960 – Isole Hawaii, 13 aprile 1998) è stato un paracadutista francese, tra i massimi rappresentanti di "paracadutismo acrobatico".
Considerato il pioniere della specialità dello skysurf, che prevede l'utilizzo di una tavola simile a quelle da snowboard per planare durante la caduta libera, la sua figura venne resa popolare al grande pubblico da uno spot televisivo della marca di orologi Sector. È ricordato anche come il maggior sviluppatore della tuta alare, che consente un maggiore spostamento orizzontale durante la caduta libera aumentando il tempo di permanenza in volo.

## Biografia
Proveniente da un'antica nobile famiglia francese, trascorre l'infanzia con i nonni; dopo il diploma di scuola superiore frequenta la facoltà di giurisprudenza. Prima del paracadutismo pratica vari sport tra cui golf, tennis, windsurf e sci.
Il suo debutto nel paracadutismo sportivo avviene a 20 anni, nel 1980. Nel 1984 inizia a praticare il base jumping, la sua disciplina preferita rimane tuttavia il freestyle, di cui è campione di Francia nel 1985 e nel 1988. Nella stessa categoria è campione del mondo nel 1986.
Nel 1992 diventa membro del "No Limits Sector Team"; a primavera, in Venezuela, si lancia dal Salto Angel, la cascata più alta del mondo (979 metri). A ottobre dello stesso anno si lancia sopra Bordeaux da un'altitudine di 11 700 metri. Il primato è battuto da lui stesso nel 1995, quando sopra Mosca si lancia da 12 700 metri senza l'ausilio del respiratore a ossigeno. Nel 1994 si lancia in skysurf sopra il Polo Nord.
I suoi primi studi su un prototipo di tuta alare, riprendendo il modello ideato e utilizzato da John Carta, risalgono al 1994; dopo lunghi periodi passati a studiare i Petauri dello Zucchero (Petaurus breviceps), piccoli marsupiali detti "scoiattoli volanti", nel 1996 effettua i primi voli. Dal 1997 si dedicherà completamente a questo progetto, durante il quale, sfruttando le eccezionali capacità di planata della tuta, prova e riesce più volte a rientrare all'interno dell'aereo dal quale è saltato poco prima, mentre questo vola con il suo stesso angolo di discesa.
Perde la vita il 13 aprile 1998, nei cieli delle Hawaii, durante un lancio di prova con la tuta alare. Per aumentare l'efficienza della tuta alare nel tentativo di risalire a bordo dell'aereo apporta una modifica alla sacca del paracadute, cucendo al fondo della sacca un'appendice aerodinamica. L'apposizione di tale appendice mediante cuciture, tuttavia,   interessò anche dei lembi della vela principale, che di conseguenza non poté né aprirsi né essere sganciata correttamente. Durante la procedura di emergenza è costretto ad aprire il paracadute di riserva, che però si avvinghia al principale impedendo la discesa a velocità di sicurezza.
Il giorno dopo la sua morte, La Gazzetta dello Sport gli dedica la quarta di copertina con la frase «Ci sono uomini che con le loro invenzioni hanno cambiato il nostro modo di vivere. Altri, quello di sognare».